# Francis James
Francis James (* 4. April 1799 im Chester County, Pennsylvania; † 4. Januar 1886 in West Chester, Pennsylvania) war ein US-amerikanischer Politiker. Zwischen 1839 und 1843 vertrat er den Bundesstaat Pennsylvania im US-Repräsentantenhaus.

## Werdegang
Francis James besuchte die öffentlichen Schulen seiner Heimat und danach die Gauses’ Academy. Nach einem anschließenden Jurastudium und seiner 1825 erfolgten Zulassung als Rechtsanwalt begann er in West Chester in diesem Beruf zu arbeiten. Gleichzeitig schlug er als Mitglied der kurzlebigen Anti-Masonic Party eine politische Laufbahn ein. Von 1834 bis 1836 gehörte er dem Senat von Pennsylvania an.
Bei den Kongresswahlen des Jahres 1838 wurde James im vierten Wahlbezirk von Pennsylvania in das US-Repräsentantenhaus in Washington, D.C. gewählt, wo er am 4. März 1839 die Nachfolge von David Potts antrat. Nach zwei Wiederwahlen konnte er bis zum 3. März 1843 drei Legislaturperioden im Kongress absolvieren. Ab 1841 vertrat er dort die Interessen der Whig Party. Ebenfalls seit 1841 war er Vorsitzender des Committee on Revisal and Unfinished Business. Die Zeit ab 1841 war von den Spannungen zwischen Präsident John Tyler und den Whigs geprägt. Außerdem wurde damals bereits über eine mögliche Annexion der seit 1836 von Mexiko unabhängigen Republik Texas diskutiert.
Nach dem Ende seiner Zeit im US-Repräsentantenhaus praktizierte Francis James wieder als Anwalt. Im Jahr 1850 war er Ortsvorsteher (Chief Burgess) in West Chester. Dort ist er am 4. Januar 1886 auch verstorben.